# جوني دودز
جوني دودز (بالإنجليزية: Johnny Dodds)‏ هو عازف ساكسفون أمريكي، ولد في 12 أبريل 1892 في ويفلاند في الولايات المتحدة، وتوفي في 8 أغسطس 1940 في شيكاغو في الولايات المتحدة بسبب نوبة قلبية.

## وصلات خارجية
- جوني دودز على موقع الموسوعة البريطانية (الإنجليزية)
- جوني دودز على موقع ميوزك برينز (الإنجليزية)
- جوني دودز على موقع أول ميوزيك (الإنجليزية)
- جوني دودز على موقع ديسكوغز (الإنجليزية)